# Jan de Palafox y Mendoza
Juan de Palafox y Mendoza (ur. 26 czerwca 1600 w prowincji Nawarra, zm. 1 października 1659 w Osmie) – hiszpański duchowny, wicekról Nowej Hiszpanii, błogosławiony Kościoła katolickiego.

## Życiorys
Urodził się w Nawarze, był synem Jaime de Palafox. W 1626 roku był reprezentantem szlachty w Cortes de Monzón, później był prokuratorem ds. wojny i Indii. Został wyświęcony na kapłana w Madrycie w dniu 27 grudnia 1639 roku. Przybył do Veracruz 24 czerwca 1640 roku w towarzystwie nowego namiestnika Diego López Pacheco. Założył klasztor dominikanów, a także założył kolegium San Pedro. Od 10 czerwca 1642 roku do 23 listopada 1642 był wicekrólem Nowej Hiszpanii. Zmarł 1 października 1659 roku w wieku 59 lat w opinii świętości.
Został beatyfikowany przez papieża Benedykta XVI w dniu 5 czerwca 2011 roku. Uroczystością beatyfikacyjnym przewodniczył kardynał Angelo Amato.